# 许跃生
许跃生，中华人民共和国教育部长江学者讲座教授，中山大学广东省计算科学重点实验室主任，中国计算数学学会常务理事，主要从事数学与应用数学、信息与计算科学等方面的研究工作。